# Noripterus
Noripterus complicidens
Genre
Espèce
Synonymes
- † Phobetor Bakhurina, 1986

Noripterus est un genre fossile de ptérosaures de la famille des dsungaripteridés ayant vécu à la fin du Crétacé inférieur (Aptien et Albien) il y a environ entre −125 et −100 Ma (millions d'années).
Selon Paleobiology Database en 2025 l'espèce définie en même temps que le genre est Noripterus complicidens, elle a été découverte en Chine dans la formation géologique de Lianmuqin dans le bassin de Dzoungarie dans le nord de la région autonome du Xinjiang, et décrite en 1973 par le célèbre paléontologue chinois Yang Zhongjian, connu aussi sous le nom de C. C. Young.
De plus Paleobiology Database en 2025, affiche aussi une deuxième espèce Noripterus parvus Bakhurina, 1982.

## Description
Son envergure était de 2 mètres.
Son bec était pointu et droit, à la différence de celui de Dsungaripterus qui était courbé vers le haut.
Comme Dsungaripterus, il possédait une crête et pas de dents à l'avant de la mandibule. Il avait des dents plates bien développées et espacées à l’arrière de sa mâchoire, probablement pour écraser les coquilles de ses proies.

## Classification
Andres, Clark et Xu ont réalisé en 2014 une étude étude phylogénétique conduisant au cladogramme ci-dessous des Dsungaripteromorpha :
|                  | Noripterus                                                         |
|                  |                                                                    |
| Dsungaripterinae | \| \| Domeykodactylus \| \| \| \| \| \| Dsungaripterus \| \| \| \| |
|                  | \| \| Domeykodactylus \| \| \| \| \| \| Dsungaripterus \| \| \| \| |
|                  | Domeykodactylus                                                    |
|                  |                                                                    |
|                  | Dsungaripterus                                                     |
|                  |                                                                    |

|  | Domeykodactylus |
|  |                 |
|  | Dsungaripterus  |
|  |                 |

|                  | Noripterus                                                         |
|                  |                                                                    |
| Dsungaripterinae | \| \| Domeykodactylus \| \| \| \| \| \| Dsungaripterus \| \| \| \| |
|                  | \| \| Domeykodactylus \| \| \| \| \| \| Dsungaripterus \| \| \| \| |
|                  | Domeykodactylus                                                    |
|                  |                                                                    |
|                  | Dsungaripterus                                                     |
|                  |                                                                    |

|  | Domeykodactylus |
|  |                 |
|  | Dsungaripterus  |
|  |                 |

## Ptérosaure en philatélie

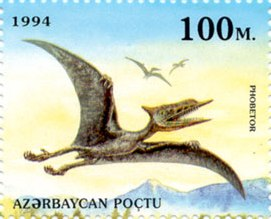
timbre postal d'Azerbaijan en 1994

Noripterus est représenté sur un timbre postal d'Azerbaijan en 1994 avec le nom de genre Phobetor.